# Гуттінер Хейдер Фернанду Коста Теноріу
Гуттінер Хейдер Фернанду Коста Теноріу або просто Гутті Коста (порт.-браз. Guttiner Heider Fernando Costa Tenorio, нар. 6 жовтня 1994, Мінас-Жерайс, Бразилія) — бразильський футболіст, півзахисник.

## Життєпис
Гуті — вихованець безлічі бразильських футбольних академій. Дебютував на дорослому рівні в 2015 році, граючи за команду «Бонсусессу» в Лізі Каріока. У 2016—2017 роках провів 17 матчів за клуб «Академіка Віторія» в Лізі Пернамбукано. У липні 2017 року підписав 2,5-річний контракт з представником УПЛ, донецьким «Олімпіком». 30 липня цього ж року в матчі проти «Вереса» дебютував у чемпіонаті України, але вже взимку залишив «Олімпік». 6 лютого 2018 року підписав контракт з одеським «Чорноморцем».